# Mathis
Mathis – francuskie przedsiębiorstwo produkujące samochody osobowe i użytkowe przed II wojną światową.
Emile Mathis rozpoczynał działalność w 1898 roku jako sprzedawca samochodów. Na przełomie XIX i XX wieku rozpoczął konstruowanie własnych modeli. Około 1904 roku wraz z Ettorem Bugatti założył firmę Hermes-Simplex. W 1906 roku zakończyli działalność, a od około 1910 roku Mathis zaczął montować auta sygnowane własnym nazwiskiem. Współpracował między innymi ze szczecińską firmą Stoewer. Firma specjalizowała się w segmencie 1,5 litrowych eleganckich aut o wysokich osiągach. W latach trzydziestych zakłady Mathis rozpoczęły współpracę z filą Forda, lansując markę Matford. Po II wojnie światowej marka Mathis powróciła na krótko na rynek motoryzacyjny. Około 1954 roku fabryka została sprzedana Citroënowi. 

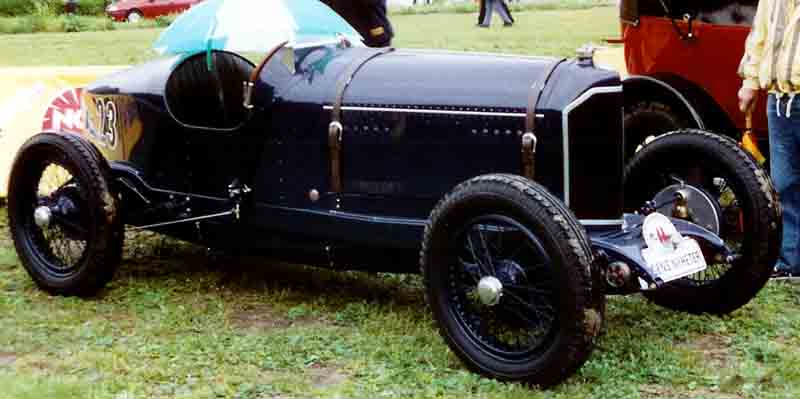
Mathis GM (model 1923)
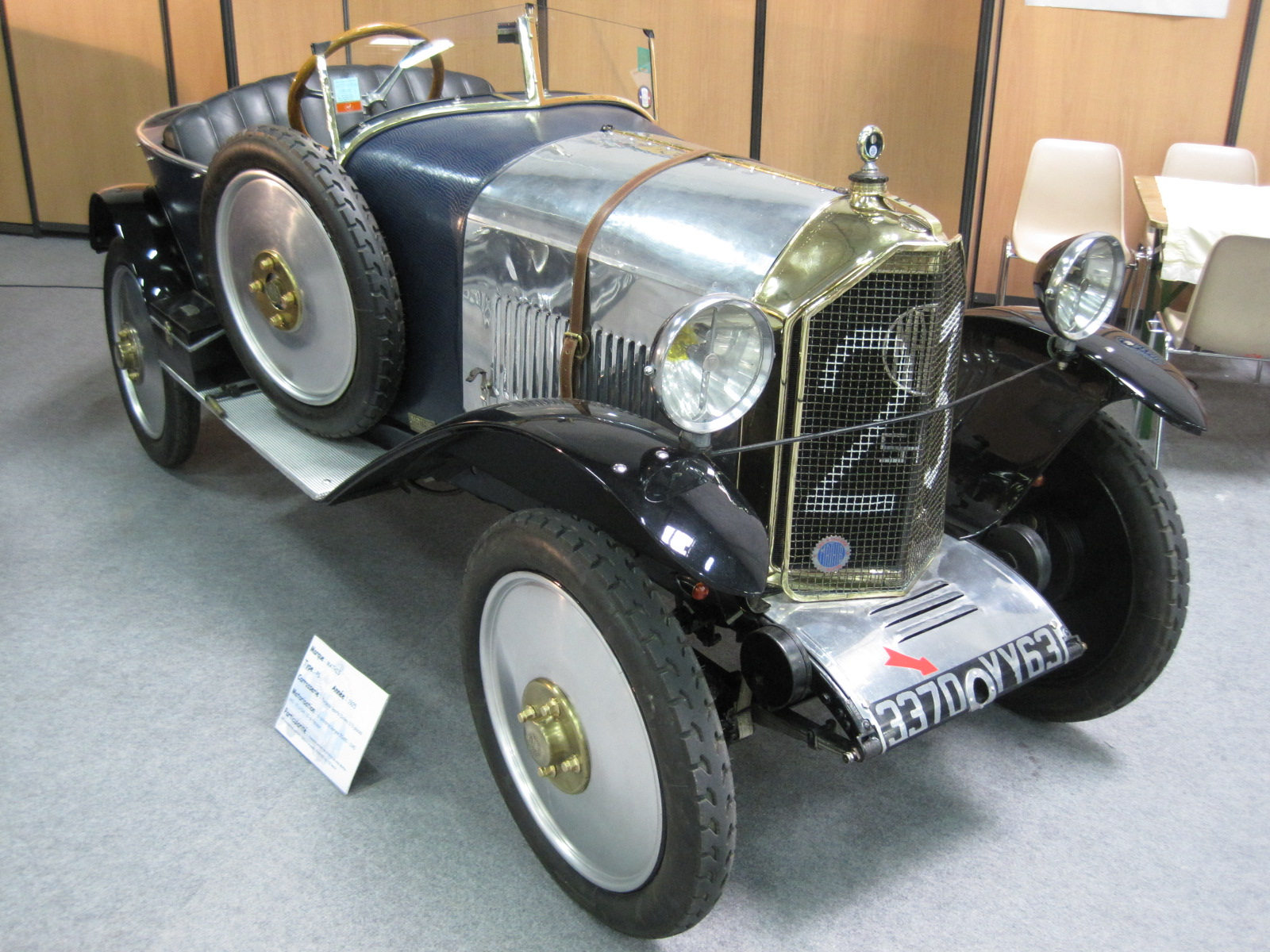
Mathis PS (model 1925)
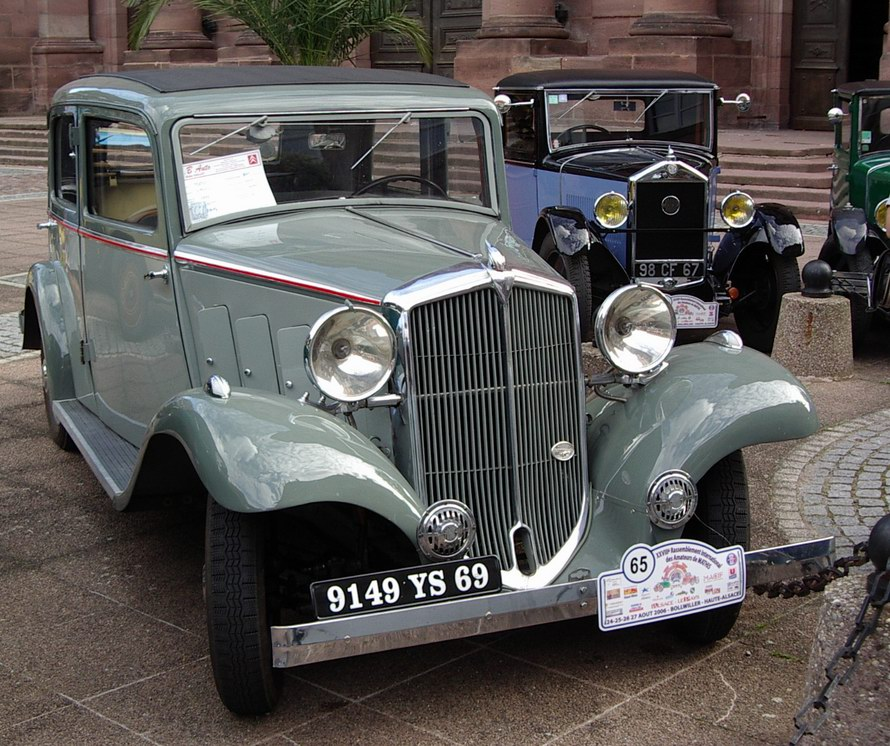
Mathis Emyquatre